# Pinkalicious & Peterrific
Pinkalicious & Peterrific és una sèrie de dibuixos animats. Va ser creada per la televisió estatunidenca creada per Victoria Kann.

## Repartiment

### Versió original
- Kayla Erickson: Pinkalicious Pinkerton (2018-Present).
- Jaden Waldman: Peter Pinkerton[1] (2018-Present).
- Molly Lloyd: Mrs. Pinkerton (2018-Present).
- Jayce Bartok: Mr. Pinkerton (2018-Present).[2]
- Echo Picone: Kendra Babcock. (2018-Present).
- Daia Johnson: Jasmine Cooper. (2018-Present).
- Raleigh Shuck: Lila Goodway. (2018-Present).
- Justice Quirez: Rafael Martinez. (2018-Present).

## Patrocinadors
- Kiddie Academy Educational Child Care (2018-Present).
- Homer (2018-Present).
- "Contribuents de l'estació PBS Viewers Like You" (2018-Present).